# Seznam avstralskih fizikov
Seznam avstralskih fizikov.

## B
- Rodney James Baxter (1940 – )
- Frank Philip Bowden
- William Henry Bragg
- William Lawrence Bragg

## C
- Rod Crewther

## G
- Ezra Getzler

## H
- Leonard Huxley (fizik)

## M
- Alexander MacAuley
- Harrie Stewart Wilson Massey

## O
- Mark Oliphant

## P
- Thomas Parnell (znanstvenik)
- Ruby Payne-Scott

## R
- John Keith Roberts

## S
- William Sutherland (fizik)

## W
- John Clive Ward (1924 – 2000)